# 鈴木弘久
鈴木 弘久（すずき ひろひさ、1944年1月18日 - ）は、日本の実業家。野村不動産社長（2004年6月 - ）、野村不動産ホールディングス社長（2004年10月 - ）。

## 経歴
東京都出身。1967年に早稲田大学商学部を卒業、同年野村證券入社。営業企画部長、総合企画室長を経て1987年に同社取締役に就任。1990年より野村ファイナンスに転じ同社常務取締役、専務取締役と歴任したのち1998年より野村土地建物社長、2004年6月より野村不動産社長に就任、2005年10月より株式会社メガロス代表取締役社長も兼任。